# Sozialeigentum
Sozialeigentum (franz.: Propriété sociale) ist ein vom französischen Soziologen Robert Castel geprägter Begriff für die Rechtsgarantien, die die sozialen Errungenschaften der Arbeitnehmer per Arbeits- und Sozialgesetzgebung juristisch sicherstellen.
Castel versteht darunter ein Äquivalent zum Privateigentum, das schon für John Locke die wichtigste Voraussetzung für die volle gesellschaftliche Anerkennung als Individuum mit einem bürgerschaftlichen Status war. Bürger war demnach derjenige, „der gleichzeitig Eigentümer seiner selbst und Besitzer von Gütern“ war. In der Frühzeit der Industrialisierung hatte die große Mehrheit der Nichteigentümer einen gesellschaftlich exterritorialen Status, sie gehörten als Tagelöhner und Lohnarbeiter nicht zur bürgerlichen Gesellschaft. Erst die in einem „langen historischen Prozess von Konflikten und Kompromissen, Kämpfen und Verhandlungen“ von der Arbeiterbewegung durchgesetzten Reformen statteten das Arbeitnehmerindividuum mit arbeits- und sozialrechtlichen Garantien aus, die ihn zum „Sozialeigentümer“ von Rechten machten.
Castel beobachtet im beginnenden 21. Jahrhundert eine Krise der Arbeit, die das errungene „Sozialeigentum der abhängig Beschäftigten“ im postfordistischen Kapitalismus durch Massenarbeitslosigkeit und zunehmende Prekarisierung der Lebens- und Arbeitsverhältnisse gefährdet. Der Abbau sozial- und arbeitsrechtlicher Sicherungssysteme und die Privatisierung der sozialen Absicherung führt im Finanzmarktkapitalismus zur Individualisierung und einer „neuen Landnahme“ auf allen Gebieten der Arbeits- und Lebenswelt.